# Рашад
Рашад رشيد — мусульманское мужское имя. Имеет арабское происхождение и также как и близкое по форме Рашид, трактуется как благоразумный.
У крымских татар и у турок имеет форму Решат (иногда Ришат). Исследование частоты его распространения на случайной выборке 2000 человек из числа крымских татар в Крыму в 2012 году дало результаты 1,02 %, оно вошло в 25 наиболее популярных.